# Kolberg (Hasselt)
Kolberg is een natuurgebied in de Belgische stad Hasselt. Het ligt nabij Kuringen en Stokrooie, doch aan de overzijde van het Albertkanaal, en Bolderberg (gemeente Heusden-Zolder) en Terdonk (gemeente Zonhoven). Het maakt onderdeel uit van zowel het Vijvergebied Midden-Limburg als De Wijers. De kern ervan is 90 ha groot.
Het is een afwisselend landschap van vijvers, gemengd bos en landbouwgebieden. De omgeving van dit reservaat wordt tegenwoordig beschermd als zijnde deel van de groene gordel om Hasselt. In het noordoosten sluit het aan op het natuurreservaat Wijvenheide en in het zuidwesten op de Platwijers, eveneens onderdeel van het vijvergebied.